# Pane e tulipani
Pane e tulipani è un film del 2000 diretto da Silvio Soldini, vincitore di numerosi riconoscimenti: nove David di Donatello, cinque Nastri d'argento, dieci Ciak d'oro e tre Premi Flaiano, oltre a tre candidature agli European Film Awards del 2000. È stato presentato nella Quinzaine des Réalisateurs del 53º Festival di Cannes.

## Trama
Rosalba è una casalinga pescarese di origini napoletane, madre di due adolescenti e moglie di Mimmo, titolare d'una ditta d'idraulica e sanitari, piuttosto rozzo oltre che infedele. Assieme alla famiglia e agli amici, partecipa a una gita a Paestum, organizzata da una ditta di venditori di pentole ed elettrodomestici. Durante una sosta del pullman, prima di proseguire il viaggio verso Roma, Rosalba si attarda in un autogrill e viene dimenticata sul posto. Decide di tornare a casa con un passaggio in autostop, ma il viaggio le dà l'idea di scappare da quella vita di casalinga per una fuga improvvisata fino a Venezia, che non ha mai visitato.
Nella città lagunare la donna, rimasta presto senza denaro, è ospitata da Fernando, un attempato cameriere islandese d'un piccolo ristorante, che parla un italiano forbito e letterario. Rosalba stringe una tenera amicizia con la massaggiatrice olistica Grazia, vicina di casa di Fernando e trova lavoro presso un piccolo negozio di fiori gestito da Fermo, un anziano e bisbetico anarchico che viene conquistato dai modi garbati della donna.
Mimmo non tollera la lunga assenza della moglie, soprattutto perché oberato dai lavori domestici e assume così un investigatore. Per risparmiare però, non si rivolge a un professionista bensì a Costantino, un giovane volenteroso, appassionato di romanzi gialli, che s'era presentato presso la sua ditta in cerca d'impiego come idraulico. Egli, suo malgrado, è costretto a partire per Venezia, dove tenta di mettersi sulle tracce di Rosalba fingendosi investigatore. Nel frattempo, quest'ultima è attratta sempre più dalla personalità delicata, romantica e misteriosa del discreto cameriere e tra i due s'instaura un rapporto fatto di piccoli gesti quotidiani e di tenere attenzioni.
Lontano da casa, la vita di Rosalba ritrova una dimensione nuova e la donna riscopre interessi, spazi, rapporti che sembrava avere dimenticato. Durante le sue ricerche, Costantino conosce Grazia, di cui s'innamora istantaneamente, ampiamente corrisposto. Trova quindi anche Rosalba ma, per amore di Grazia, anziché condurla a casa, telefona a Mimmo comunicandogli di non aver più intenzione di cercare sua moglie. Alla fine però, Rosalba viene raggiunta dall'amante di Mimmo, amica di famiglia, che la induce a tornare a casa facendole credere che il figlio abbia problemi di droga. Vuole tornare infatti a essere l'amante che divide solo i momenti passionali con suo marito e si rifiuta di occupare anche gli spazi e i ruoli coniugali lasciati vacanti da Rosalba.
La donna torna a Pescara e ritrova un mondo per nulla cambiato, nel quale ognuno è desideroso solo di riprendere la squallida monotonia interrotta dalla sua assenza. Scopre anche di esser stata ingannata: il figlio non si droga, fa semplicemente uso di cannabis e non è affatto in pericolo. Fernando, rimasto solo a Venezia, chiede in prestito a Fermo il furgone e, con l'aiuto di Costantino e Grazia, intraprende il viaggio per Pescara, dove trova finalmente il coraggio di dichiarare il proprio amore a Rosalba. La donna torna così definitivamente a Venezia, accompagnata questa volta dal figlio minore, l'unico col quale condivide affinità e sentimenti e che l'assenza materna aveva lasciato in uno stato di silenziosa sofferenza.

## Il film
Pane e tulipani è il quarto lungometraggio del regista Silvio Soldini e probabilmente il suo film più celebre, considerato il notevole successo internazionale di pubblico e di critica e i numerosi premi ottenuti: in particolare il film ha ottenuto tutti i principali riconoscimenti alla edizione 2000 del David di Donatello, vincendo per il miglior film, la miglior regia, la migliore sceneggiatura e per le quattro categorie di recitazione (attori e attrici protagonisti e non).
Il titolo del film deriva dal fatto che ogni mattina Fernando lascia a Rosalba la colazione (tra cui emerge in primo piano un'abbondante fetta di pane) e lei ogni sera gli porta un mazzo di fiori dal negozio, e gli ultimi che porta prima di tornare a Pescara sono proprio tulipani. Quelli del titolo fanno riferimento a una frase detta da Fermo, in cui spiega che tutti pensano che questi fiori provengano dall'Olanda, mentre sono persiani. Da qui il paragone con la protagonista, che appare a tutti in un modo, mentre la sua vera essenza è totalmente opposta e viene riscoperta solo dalle persone che veramente si interessano a lei.
Nel soggetto originale era prevista anche una scena di passione tra Rosalba e Fernando, mai girata perché avrebbe "stonato" con la frase conclusiva del film: «Non vorrei sembrarle precipitosa, ma... se ci dessimo del tu?».

### I luoghi
Nel film si intravedono diversi luoghi: l'area archeologica di Paestum, col Tempio di Cerere in bella vista, dove la famiglia Barletta si fa alcune foto; l'autogrill nei pressi di Roma è quello a Frascati; mentre Piazzale Roma, a Venezia, è dove Rosalba arriva di notte in autostop; il ristorante "Marco Polo" dove Fernando lavora come cameriere esiste davvero con un altro nome, in Calle dell'Olio; la famosa Piazza San Marco dove la donna sbarca da turista; il negozio di fiori (fittizio) di Fermo, dove la donna trova un lavoro, si trova vicino alla Chiesa di Santa Maria dei Miracoli; l'investigatore Costantino, sulle tracce di Rosalba, alloggia in un barcone ormeggiato vicino a Fondamenta Santa Giustina, e che poi in un momento di sconforto si siede sul Ponte della Corte Nova (che si intravede anche nel film Yuppi Du con Adriano Celentano); l'incontro tra Costantino e Rosalba avviene in Campo do Pozzi. La casa di Fernando ha gli esterni nei pressi della Chiesa di Santa Maria del Giglio, a pochi minuti da San Marco, per arrivarci Rosalba passa da Campo San Sebastian. Il nipote di Fernando vive nel sestiere di Dorsoduro, vicino la Chiesa di Santa Marta e va a scuola nei pressi del Campo San Francesco della Vigna, nel sestiere di Castello. Gli esterni ambientati a Pescara (il supermercato, la casa della madre di Costantino) in realtà sono stati girati in alcune vie di Mestre.

## Curiosità
- Quando scopre la vera identità di Costantino, Grazia scoppia in lacrime sussurrando «Ho sempre avuto sfiga: la prima volta che uno mi ha baciata, è stato in un cimitero!": si tratta di un chiaro omaggio a Shirley MacLaine, che in una scena molto simile ne L'appartamento (film per il quale nel 1961 fu candidata all'Oscar come miglior attrice protagonista) pronuncia la stessa battuta.

- Per questo film Bruno Ganz si doppiò da solo.

## Riconoscimenti
- 2000 - David di Donatello
  - Miglior film a Silvio Soldini
  - Miglior regista a Silvio Soldini
  - Miglior sceneggiatura a Doriana Leondeff e Silvio Soldini
  - Migliore attrice protagonista a Licia Maglietta
  - Migliore attore protagonista a Bruno Ganz
  - Migliore attrice non protagonista a Marina Massironi
  - Migliore attore non protagonista a Giuseppe Battiston
  - Migliore fotografia a Luca Bigazzi
  - Miglior sonoro a Maurizio Argentieri
- 2000 - Nastri d'argento
  - Regista del miglior film a Silvio Soldini
  - Miglior sceneggiatura a Doriana Leondeff e Silvio Soldini
  - Migliore attrice protagonista a Licia Maglietta
  - Migliore attore non protagonista a Felice Andreasi
  - Migliore attrice non protagonista a Marina Massironi
  - Nomination Migliore fotografia a Luca Bigazzi
  - Nomination Miglior montaggio a Carlotta Cristiani
- 2000 - Globo d'oro
  - Miglior attrice rivelazione a Licia Maglietta
  - Nomination Miglior film a Silvio Soldini
  - Nomination Miglior attrice a Licia Maglietta
- 2000 - Ciak d'oro[7]
  - Miglior film
  - Miglior regista a Silvio Soldini
  - Migliore attore protagonista a Bruno Ganz
  - Migliore attrice protagonista a Licia Maglietta
  - Migliore attore non protagonista a Giuseppe Battiston
  - Migliore sceneggiatura a Silvio Soldini e Doriana Leondeff
  - Migliore fotografia a Luca Bigazzi
  - Miglior sonoro a Maurizio Argentieri
  - Migliore colonna sonora a Giovanni Venosta
  - Miglior manifesto a internozero
  - Nomination Migliore attrice non protagonista a Marina Massironi
- 2000 - Premio Flaiano
  - Premio per la miglior regia a Silvio Soldini
  - Premio all'interprete a Licia Maglietta
  - Premio per la sceneggiatura a Doriana Leondeff e Silvio Soldini
- 2000 - European Film Awards
  - Nomination Miglior film
  - Nomination Miglior attore a Bruno Ganz
  - Nomination Miglior sceneggiatura a Doriana Leondeff e Silvio Soldini
- 2001 - Premio del cinema svizzero
  - Migliore attore a Bruno Ganz
  - Nomination Miglior film a Silvio Soldini